# Karosa B 951
Karosa B 951 je městský autobus, který vyráběla společnost Karosa v letech 2001 až 2007 (ve variantě B 951E od roku 2003). Jedná se o nástupce typu B 931.

## Konstrukce
Vůz vznikl modifikací předchozího modelu B 931. B 951 je dvounápravový autobus s polosamonosnou karoserií. Ta již nebyla sestavena panelově jako u vozů B 931, ale svařený skelet nejdříve prošel kataforetickou lázní, olakováním a oplechováním zinkovým plechem, teprve poté byly do skeletu namontovány další díly. Motor s převodovkou se nachází za zadní, hnací nápravou od firmy Meritor. Přední, tuhou nápravu vyrobila společnost Škoda. Přední i zadní čelo vozu vychází z typu B 931. Zadní již ale není vyboulené, ale jakoby useknuté, což bylo umožněno osazením menšího motoru. Díky tomu mohl být prodloužen interiér autobusu. Pro cestující jsou určeny plastové čalouněné sedačky potažené látkou. Ve voze se také nachází protiskluzová podlaha; prostor pro kočárek je umístěn u druhých dveří. Dveře v pravé bočnici jsou troje (ty přední jsou užší než střední a zadní).
Od roku 2003 byly tyto autobusy vyráběny pouze v mírně modifikované variantě označené jako B 951E. Liší se mírně upraveným přední čelem a také lepenými okny (typ B 951, stejně jako jeho předchůdce B 931, měl okna klasicky uchycená v gumě). Na přání zákazníka je ale bylo možno nahradit skly v gumě.

## Výroba a provoz

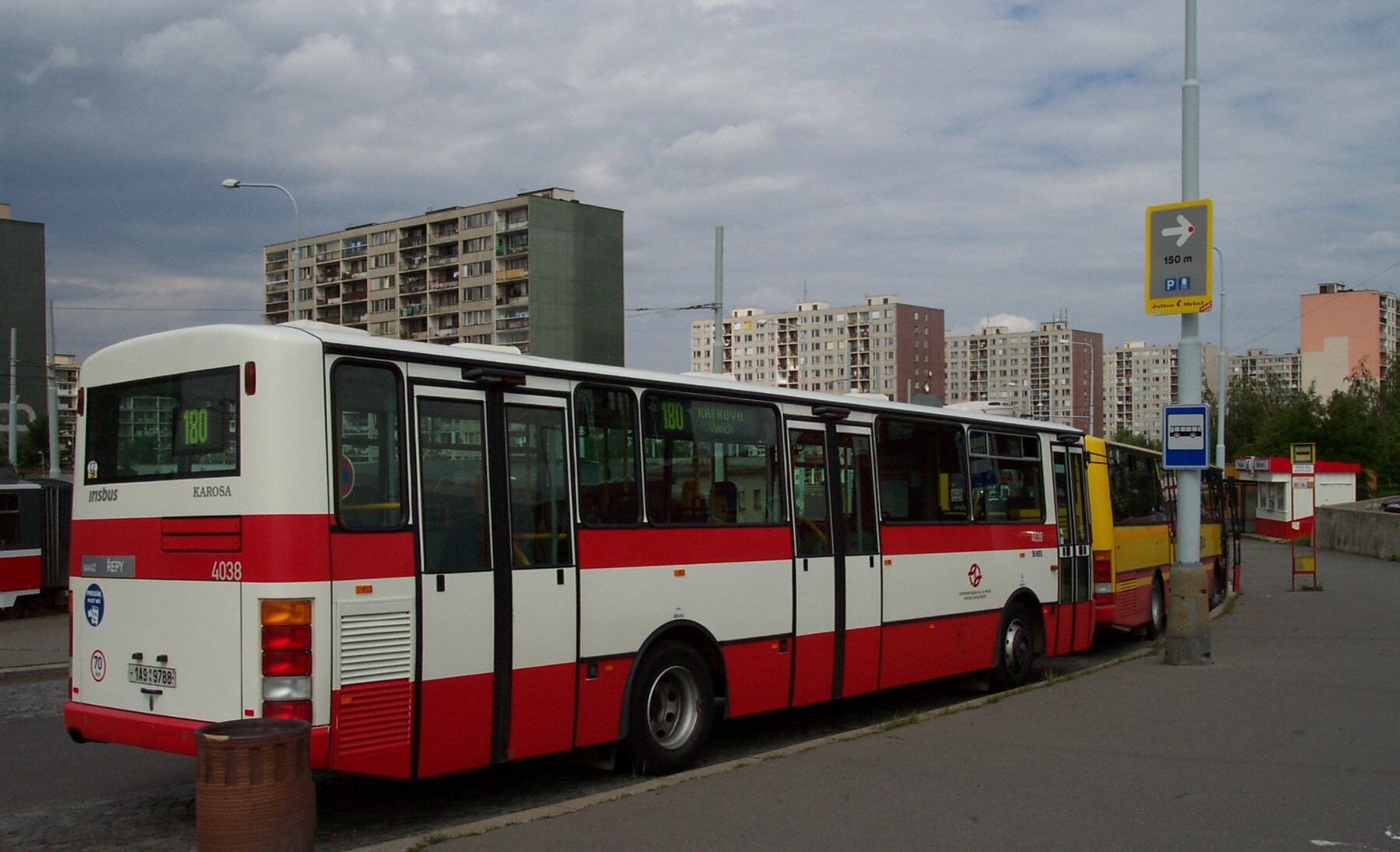
Pohled na zadní čelo vozu B 951 na pražském sídlišti Řepy

Výroba vozidel B 951 probíhala od roku 2002 do začátku roku 2007, kdy byla ukončena produkce řady 900. Od října 2003 pak byly tyto vozy vyráběny pouze v inovované verzi B 951E. Celkem bylo vyrobeno 182 kusů autobusů B 951 a B 951E.
Prototyp B 951.1715, jediný s převodovkou ZF, byl vyroben v roce 2001 a do roku 2003 byl v majetku Karosy. Tehdy jej zakoupil dopravce Martin Uher, který jej s číslem 1137 využíval na linkách v rámci Pražské integrované dopravy (PID). Roku 2007 byl krátce zapůjčen společnosti Hotliner. V roce 2010 ho Martin Uher upravil na cyklobus, který následně jezdil na cyklobusové lince v PID. Naposledy byl vypraven 16. srpna 2020, kdy byl z cyklobusové linky navíc převelen na mimořádnou náhradní autobusovou linku XS7. Poté byl přeřazen do stavu historických vozidel.
Vzhledem k silnému postavení výrobce autobusu B 951 v České republice se tyto vozy (spolu s typem B 952 s mechanickou převodovkou) vyskytovaly především v českých městech s rozsáhlým vozovým parkem veřejné městské autobusové dopravy. V roce 2015 byly vyřazeny téměř všechny vozy B 951 v Brně (s výjimkou ev. č. 7486, který vydržel v pravidelném provozu s cestujícími do 18. dubna 2017 a následně byl po provedení generální opravy převeden mezi historická vozidla). Během roku 2018 postupně dojezdily tyto autobusy i v Děčíně, Kroměříži, Kolíně (Arriva Východní Čechy) a Jilemnici (BusLine), poslední zbývající vozy B 951E u Dopravního podniku hl. m. Prahy 4. prosince 2020 (od následujícího dne byl zahájen retroprovoz dvou autobusů na vybrané lince). Některé z vyřazených autobusů později našly další uplatnění u soukromých dopravců v Pražské integrované dopravě (PID). Kromě nich nadále jezdilo několik vozů i u dopravního podniku v Pardubicích, který byl k lednu 2022 jejich největším provozovatelem.
Pravidelný provoz typu B 951 na linkách MHD byl v Česku ukončen 28. června 2024 v Pardubicích, kdy zde dojezdily poslední vozy B 951E Dopravního podniku města Pardubic. Dne 25. srpna 2024 zde ještě proběhlo s tímto typem slavnostní rozloučení, při němž byly dva autobusy B 951E vypraveny na mimořádné spoje dvou běžných linek.

### Dodávky
| Dopravce                     | Počet vozů | Rok výroby | Evidenční čísla        | Poznámky |
| ---------------------------- | ---------- | ---------- | ---------------------- | -------- |
| Arriva Východní Čechy        | 1          | 2003       | 5                      |          |
| BusLine                      | 1          | 2003       | 7031                   |          |
| DP Brno                      | 17         | 2005–2006  | 7476–7492              |          |
| DP Děčín                     | 7          | 2002–2004  | 106, 108, 109, 113–116 |          |
| DP Pardubice                 | 10         | 2006       | 53–62                  |          |
| DP Praha                     | 131        | 2002–2006  | 4010–4140              |          |
| Kroměřížské technické služby | 1          | 2002       | 1196                   |          |
| Martin Uher                  | 1          | 2001       | 1137                   | prototyp |

### Podtypy
- Karosa B 951.1713, B 951E.1713 – převodovka Voith
- Karosa B 951.1715 – převodovka ZF

## Historické vozy
- Dopravní podnik města Brna (ev. č. 7486 – Karosa B 951E.1713)
- Dopravní podnik hl. m. Prahy (ev. č. 4068 – Karosa B 951E.1713)
- Martin Uher (ev. č. 1137 – Karosa B 951.1715)
- Auto Skaver - automuzeum Dětřichov (ev. č. 4124, ex DP Praha – Karosa B 951E.1713)
- soukromá osoba (ev. č. 4014, ex DP Praha – Karosa B 951.1713)
- soukromá osoba (ev. č. 4017, ex DP Praha – Karosa B 951.1713)
- soukromá osoba (ev. č. 4038, ex DP Praha – Karosa B 951.1713)
- soukromá osoba (ev. č. 4049, ex DP Praha – Karosa B 951E.1713)
- soukromá osoba (ev. č. 4051, ex DP Praha – Karosa B 951E.1713)
- soukromá osoba (ev. č. 4063, ex DP Praha – Karosa B 951E.1713)
- soukromá osoba (ev. č. 4087, ex DP Praha – Karosa B 951E.1713)
- soukromá osoba (ev. č. 4089, ex DP Praha – Karosa B 951E.1713)
- soukromá osoba (ev. č. 4108, ex DP Praha – Karosa B 951E.1713)
- soukromá osoba (ev. č. 4126, ex DP Praha – Karosa B 951E.1713)
- soukromá osoba (ev. č. 4129, ex DP Praha – Karosa B 951E.1713)
- soukromá osoba (ev. č. 4135, ex DP Praha – Karosa B 951E.1713)
- soukromá osoba (ev. č. 4137, ex DP Praha – Karosa B 951E.1713)
- Stenbus (ev. č. 7490, ex DP Brno – Karosa B 951E.1713)